# Pala (Einheit)
Pala war ein Volumenmaß für Getreide und Öl auf Ceylon. Die Hundua galt als sogenanntes Grundmaß.
- 1 Pala ≈ 50.9 Liter

Die Maßkette war
- 1 Amomam/Amonam = 4 Palas = 40 Lochoo lahas = 80 Punchy lahas = 240 Nelleas = 480 Hunduas (Handvoll) ≈ 203,4 Liter